# Певзнер, Борис Самуилович
Бори́с Самуи́лович Пе́взнер (24 августа 1940, Минск — 4 июня 2025) — советский и российский дирижёр, хормейстер, заслуженный деятель искусств РСФСР, профессор. Создатель, художественный руководитель и главный дирижёр Московского хорового театра.

## Биография
Выпускник Краснодарского музыкального училища. Окончил Новосибирскую государственную консерваторию как хормейстер (1965, класс В. Н. Минина) и как оперно-симфонический дирижёр (1976, класс А. М. Каца).
Начал работать дирижёром-хормейстером в Ленинградской хоровой капелле им. М. И. Глинки (1965—1967). После окончания аспирантуры в Музыкально-педагогическом институте им. Гнесиных (1969, класс профессора В. Н. Минина) стал преподавать в Новосибирской консерватории. В 1971 году организовал первый в Сибири профессиональный академический коллектив — Новосибирский камерный хор, которым руководил до 1987 года. В 1978 году на Международном конкурсе им. Бартока в Дебрецене (Венгрия) коллектив был отмечен Золотой медалью. Сам Борис Певзнер на том же конкурсе был удостоен звания лучшего дирижёра.
С 1983 года — член правления Всероссийского хорового общества. С 1987 по 1990-е годы — профессор Тбилисской консерватории, художественный руководитель и главный дирижёр Государственной хоровой капеллы Грузии. С 1991 года — художественный руководитель и главный дирижёр созданного им Московского хорового театра.
Сотрудничал с Арнольдом Кацем, Владимиром Спиваковым, Еленой Образцовой, Юрием Башметом, Джансугом Кахидзе, Саулюсом Сондецкисом, Владимиром Федосеевым и другими выдающимися музыкантами.
Составитель и редактор сборника «Камерный хор». Автор многочисленных статей и рецензий по хоровому пению.
Умер 4 июня 2025 года в возрасте 84 лет.